# سی‌سی‌جی‌اس تلوست
سی‌سی‌جی‌اس تلوست (به انگلیسی: CCGS Teleost) یک کشتی است که طول آن ۶۳ متر (۲۰۶ فوت ۸ اینچ) می‌باشد. این کشتی در سال ۱۹۸۸ ساخته شد.